# Młynarzowa Szczerbina
Młynarzowa Szczerbina (słow. Mlynárova štrbina, 2126 m) – przełączka w masywie Młynarza w słowackich Tatrach Wysokich. Znajduje się w jego grani głównej, pomiędzy najwyższym (południowym) wierzchołkiem Wielkiego Młynarza (2171 m) i jego wierzchołkiem północnym (2136 m).
Na północny zachód z Młynarzowej Szczerbiny opada żleb mający wylot dokładnie na wschodnim brzegu Wyżniego Żabiego Stawu. Około 100 m poniżej grani uchodzi do niego płytka i trawiasta depresja opadająca z Niżniej Młynarzowej Przełęczy. Na południe opada skośny i trawiasty zachód do Żlebu Ascety.
Autorem nazwy przełączki jest Władysław Cywiński.